# Элитное (Харьковская область)
Эли́тное (укр. Елітне, до 2016 года — Радго́спное) — посёлок, Кулиничёвский поселковый совет, Харьковский район, Харьковская область, Украина.
Код КОАТУУ — 6325157312. Население по переписи 2001 года составляет 1110 (534/576 м/ж) человек.

## Географическое положение
Посёлок Элитное примыкает к селу Зерновое.

## История
- 1949 — дата основания как посёлок Совхозное (укр. Радгоспное).
- 2016 — название было «декоммунизировано» и село переименовано в посёлок Элитное[1].